# Hercostomus pterostihoides
Hercostomus pterostihoides är en tvåvingeart som beskrevs av Stackelberg 1934. Hercostomus pterostihoides ingår i släktet Hercostomus och familjen styltflugor. Inga underarter finns listade i Catalogue of Life.